# Weißbach bei Lofer
Weißbach bei Lofer je obec v okrese Zell am See ve spolkové zemi Salcbursko v Rakousku ležící poblíž městyse Lofer. V roce 2014 zde žilo trvale 422 obyvatel.

## Galerie

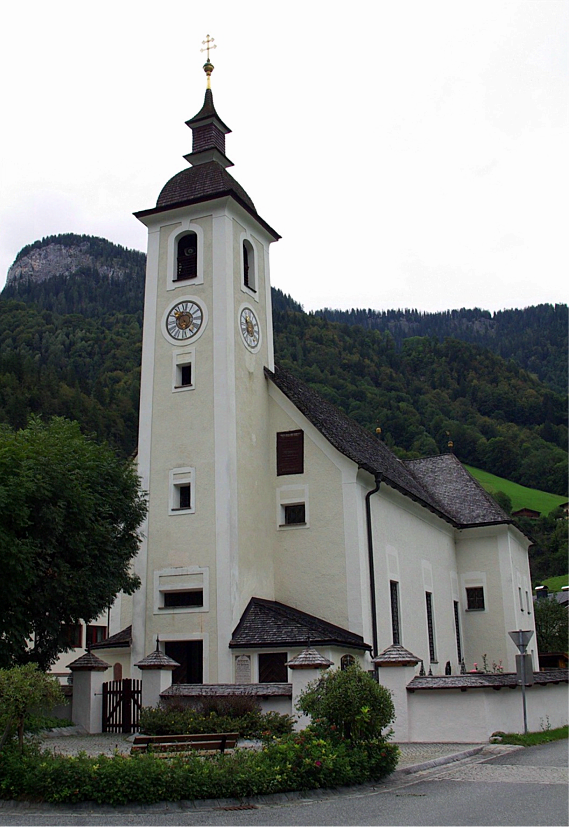
Farní kostel v obci
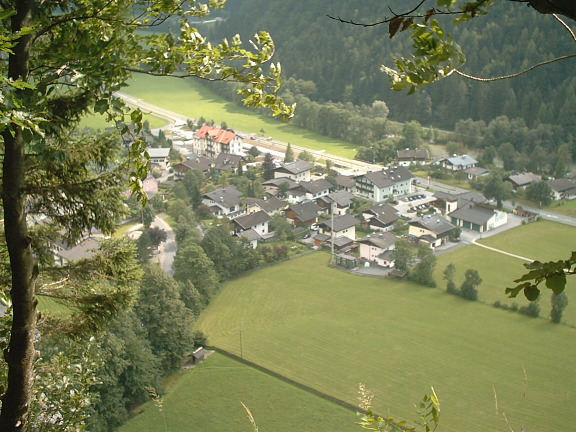
Pohled na Weissbach bei Lofer